# Carreras de midget

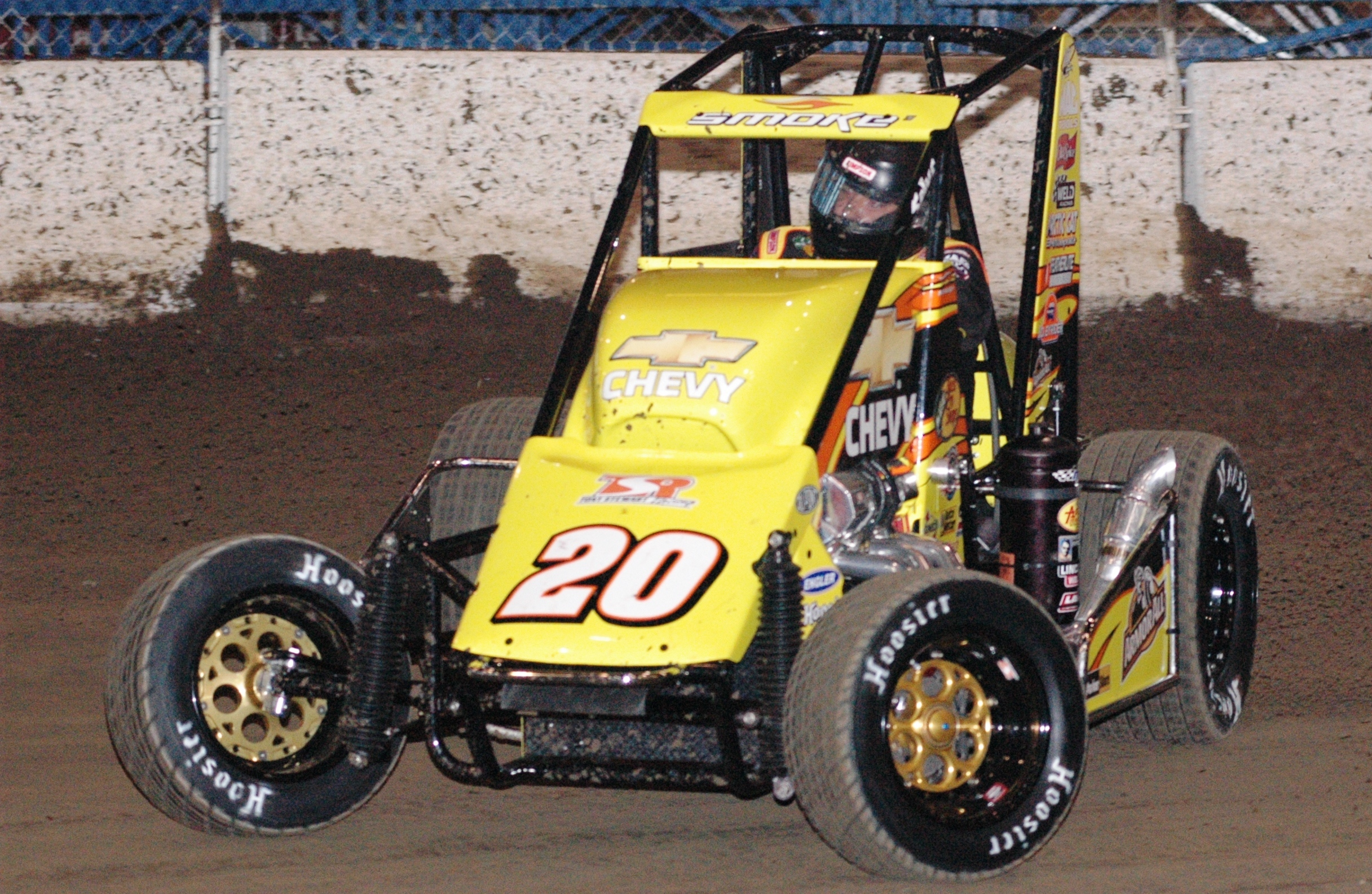
Tony Stewart en el "Chili Bowl"

Los midget cars, también conocidos como speedcars en Australia, son una clase de coches de carreras caracterizados por su pequeño tamaño y su elevada relación potencia/peso. Equipados habitualmente con motores de cuatro cilindros en línea, surgieron en los Estados Unidos en la década de 1930, y cuentan con competiciones organizadas en la mayoría de los continentes. Existe una gira mundial, así como giras nacionales en los Estados Unidos, Australia, Argentina y Nueva Zelanda.

## Coches

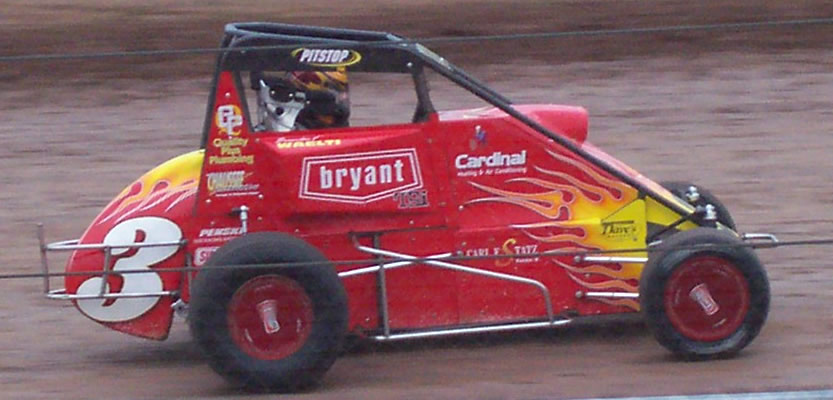
Un coche "midget"

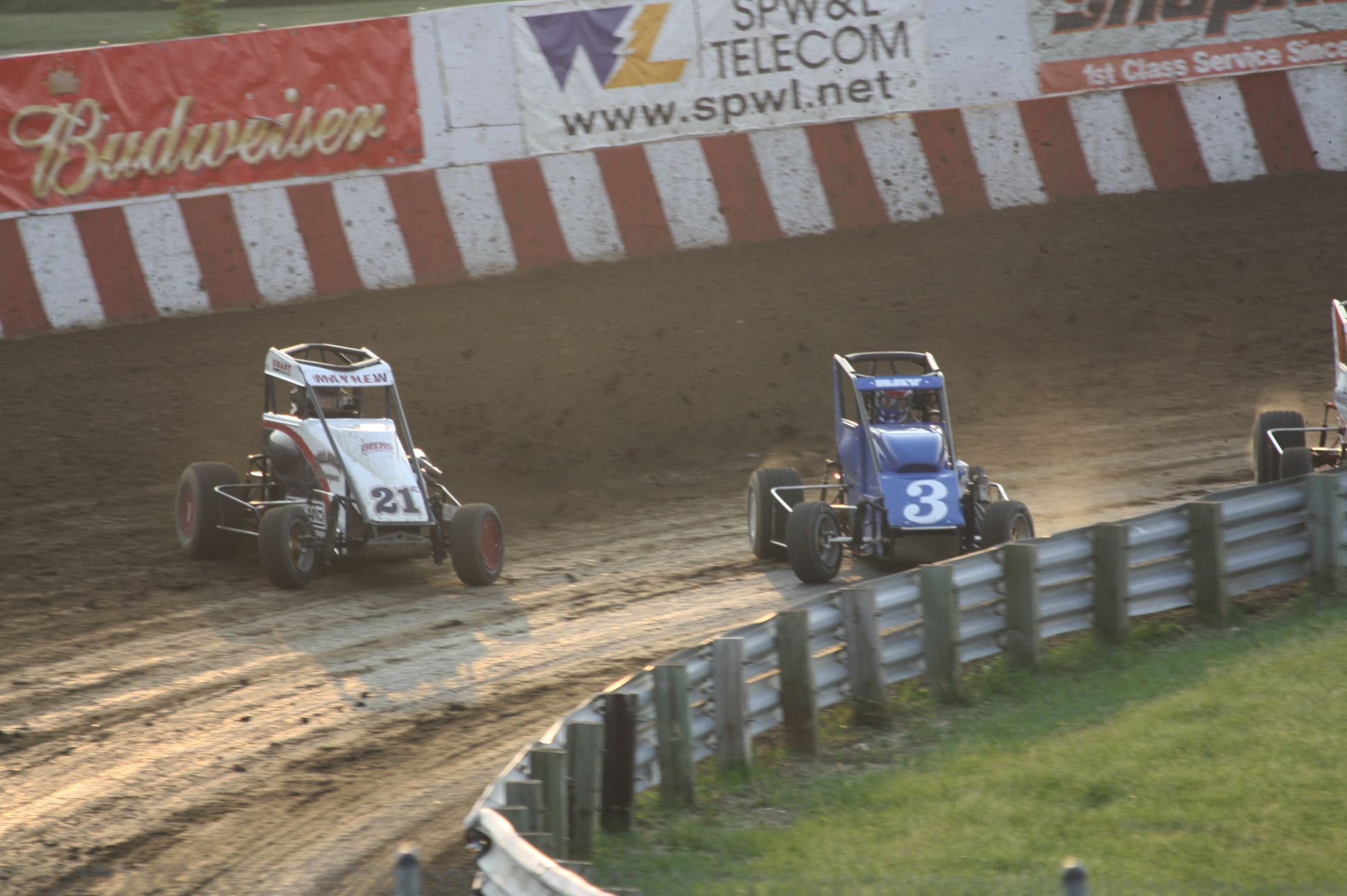
"Midgets" en el Circuito de Angell Park

Normalmente, estos coches con motor de cuatro cilindros tienen una potencia de entre 300 caballos (304,2 CV) y 400 caballos (405,5 CV), y pesan 900 libras (408,2 kg). La alta potencia y el pequeño tamaño de los coches se combinan para hacer que las carreras de "midgets" sean bastante peligrosas. Por esta razón, los "midget" modernos están equipados con jaulas de seguridad y otras características para minimizar el daño en caso de impacto. Algunos de los primeros fabricantes de este tipo de automóviles incluyen a Kurtis Kraft (de 1930 a 1950) y a Solar (1944–46). Están diseñados para ser conducidos en carreras de distancias relativamente cortas, generalmente de 2,5 a 25 millas (4 a 40 km). Algunos eventos se llevan a cabo dentro de pistas de arena, como el Chili Bowl celebrado a principios de enero en el Tulsa Expo Center de Tulsa. Hay carreras de "midgets" en pistas de tierra y sobre asfalto.
Otro tipo son los "midget tres cuartos" (TQ), que se desarrollaron a finales de la década de 1940. Su tamaño es de tres cuartas partes del tamaño de un "midget" completo.

## Historia
La primera carrera de automóviles "midget" organizada se celebró el 4 de junio de 1933. El primer programa semanal regular de pruebas comenzó el 10 de agosto de 1933 en el Loyola High School Stadium de Los Ángeles bajo el control del primer organismo regulador oficial, la Midget Auto Racing Asociación (MARA). Después de extenderse por todo el país, el deporte viajó por todo el mundo; primero el 15 de diciembre de 1934 al Parque Olímpico de Melbourne en Australia, y después a Nueva Zelanda en 1937. Las primeras carreras de "midgets" se llevaron a cabo en velódromos previamente utilizados para el ciclismo de competición. Cuando se completó la pista de carreras construida al efecto en el Estadio Gilmore, se terminaron las carreras en el estadio de la escuela de Loyola y comenzaron a surgir cientos de pistas en los Estados Unidos. El Circuito de Angell Park en Sun Prairie (cerca de Madison (Wisconsin)) es otra pista importante, activa desde la primera mitad del siglo XX.
Poco después, en Australia, las carreras de "speedcars" se hicieron populares con el primer campeonato nacional disputado en Melbourne en 1935. Su popularidad se extendió durante la "época dorada" del país de las décadas de 1950 y 1960. Los promotores australianos como Kym Bonython de Adelaida que dirigía el Circuito de Rowley Park, y Empire Speedways que dirigía el Brisbane Exhibition Ground y el famoso Circuito de Sídney Showground, a menudo contrataban conductores de los EE. UU., como el popular Jimmy Davies. Los promotores australianos durante este período a menudo organizaban carreras anunciadas como "campeonato mundial de speedcar" o "derby mundial de speedcar". Durante este tiempo, estos coches fueron posiblemente la categoría más popular en el circuito australiano, reuniendo multitudes de hasta 30.000 asistentes en el recinto ferial de Sídney, y más de 10.000 en Adelaida y Brisbane.

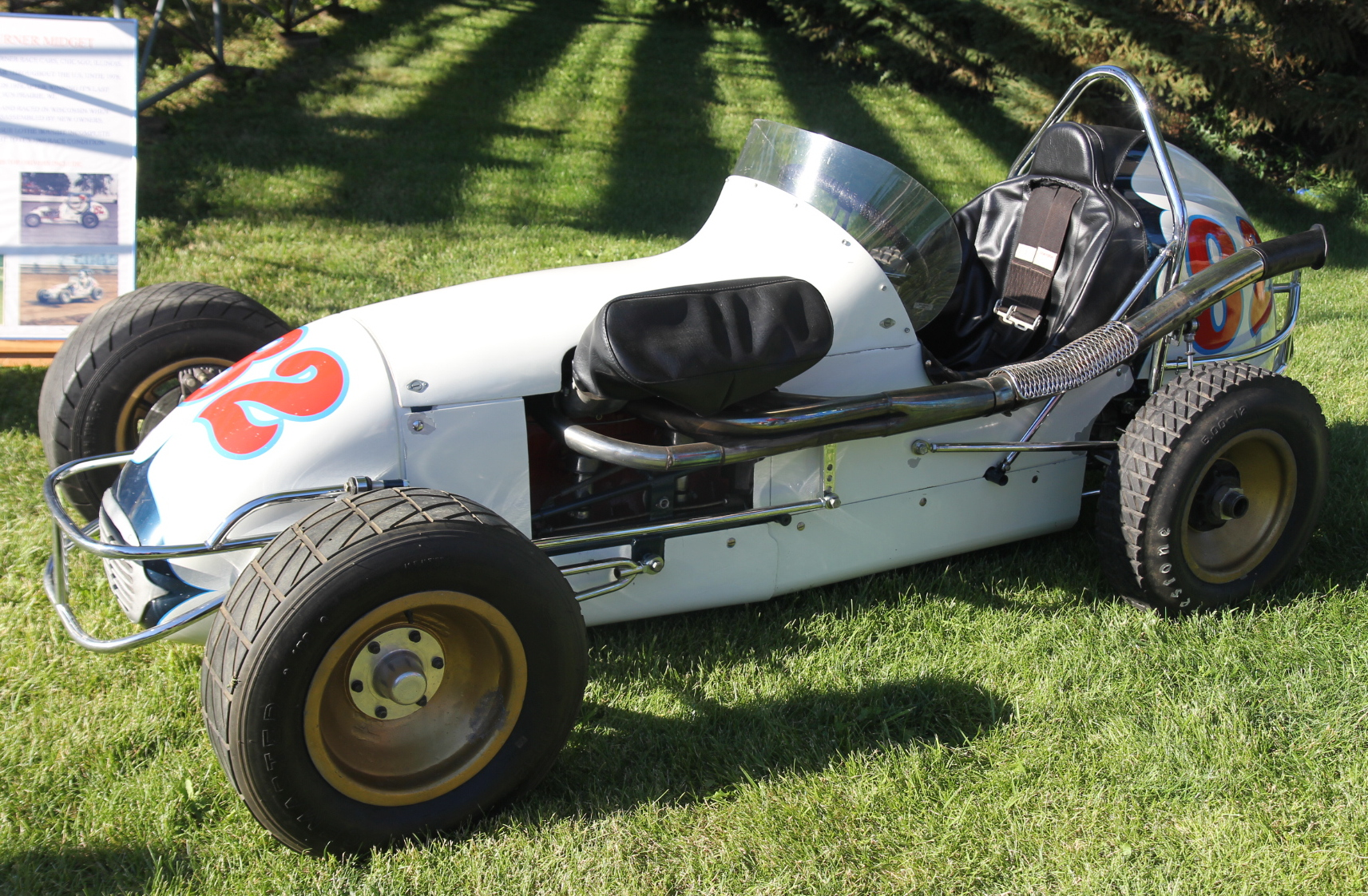
Midget de Harry Turner (1969)

Los "speedcars" continúan compitiendo en Australia, siendo los principales eventos el Campeonato de Australia y del correspondiente Gran Premio (la primera carrera se disputó en 1938). Junto con varios campeonatos estatales, también está el Speedcar Super Series, que viaja por toda Australia reuniendo hasta más de 10.000 espectadores para los eventos más importantes.
En diciembre de 2013, POWRi Midget Racing comenzó un Campeonato Mundial Lucas Oil POWRi Midget de 16 pruebas que duró hasta junio de 2014. Los pilotos compitieron en Nueva Zelanda y Australia al comienzo de la temporada 2013-14 y terminaron en los Estados Unidos.
Las carreras de "midgets" también crecieron en popularidad en el noreste de los Estados Unidos, en parte debido a pilotos como Bill Schindler y a competiciones en pistas como la del Hinchliffe Stadium.

## Trampolín hacia divisiones superiores
Muchos conductores de IndyCar y NASCAR utilizaron las carreras de "midgets" como un trampolín intermedio en su camino hacia divisiones superiores, incluidos Tony Stewart, Sarah Fisher, Jeff Gordon, A. J. Foyt, Mario Andretti, Kasey Kahne, Ryan Newman o Kyle Larson. Las competiciones a veces se llevan a cabo durante la semana para que los conductores populares y famosos de otros tipos de deportes de motor de mayor perfil (que compiten en estas otras carreras los fines de semana), estén disponibles para competir.

## Carreras notables de "midgets"
En 1959 Lime Rock Park celebró una famosa carrera de Fórmula Libre, donde Rodger Ward sorprendió a los pilotos de costosos y exóticos deportivos al vencerlos en la pista al volante de un "midget" Offenhauser, generalmente utilizado en pistas ovaladas. Ward se valió de la ventajosa relación potencia-peso de su coche y de su habilidad para trazar curvas en pistas de tierra para adjudicarse la victoria.

### Eventos anuales notables
- Chili Bowl - Tulsa Expo Center, Tulsa
- Fireman Nationals - Circuito de Angell Park, Sun Prairie (Wisconsin)
- Eldora Speedway - Eldora Speedway, Municipio de Allen (condado de Darke, Ohio)
- Hut Hundred - Terre Haute Action Track, Terre Haute (Indiana)
- Bryan Clauson Clásico - Indianapolis Motor Speedway, Speedway (Indiana)
- Noche después de las 500 - Indianapolis Raceway Park, Indianápolis, Indiana
- The Rumble en Fort Wayne - Allen County War Memorial Coliseum Expo Center, Fort Wayne
- Turkey Night Grand Prix - Ventura Raceway, Circuito de Irwindale
- Clásico Mundial de 50 vueltas - Western Springs Stadium, Auckland, Nueva Zelanda
- Campeonato de Midgets de Nueva Zelanda: gira en varias pistas en Nueva Zelanda
- Campeonato de Australia de Speedcar: gira en varias pistas en toda Australia
- Gran Premio de Australia Speedcar: gira entre pistas en todo el este de Australia
- Magic Man 34 - Circuito Perth Motorplex, Kwinana Beach (Australia Occidental)[8]
- Tim Crouch Memorial - Circuito de Murray Bridge, Murray Bridge, Australia Meridional[9]
- Boston Louie Memorial - Circuito de Seekonk, Seekonk (Massachusetts)
- Campeonato Estival de Midgets de Bahía Blanca - Bahía Blanca, Provincia de Buenos Aires, Argentina

## Órganos rectores

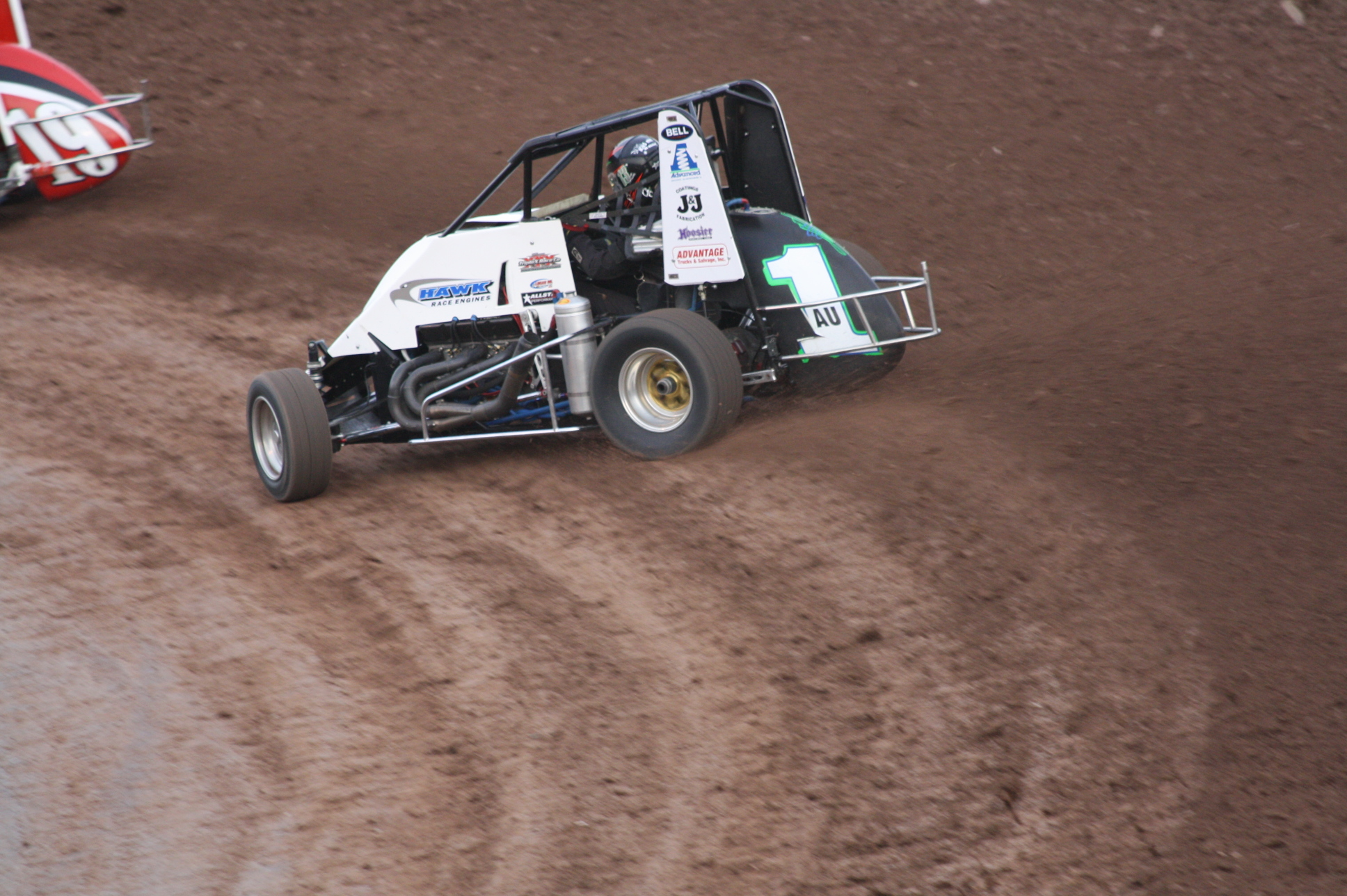
El piloto australiano Matt Smith compitiendo con su "midget" en los Estados Unidos

### Australia
- SpeedcarsAustralia.com - Sitio web oficial del organismo rector de Speedcar de Australia, Speedcars Australia Inc
- QSRA - Queensland Speedcar Racing Assos. Página web oficial.
- SAspeedcars.com - Asociación de Speedcar de Australia del Sur (cubre Australia del Sur y el Territorio del Norte)
- V.S.D.A - Victorian Speedcar Drivers Association Inc
- wasda.com.au - Asociación de conductores de autos de velocidad de Australia Occidental (Perth Club)
- Asociación de Speedcar de NSW (Sydney Club)
- 50 vueltas Speedcar Classic, Valvoline Raceway / Sydney Speedway, Nueva Gales del Sur, Australia

### Nueva Zelanda
- Speedway Nueva Zelanda
- New Zealand Speedway Directory Archivado el 6 de abril de 2017 en Wayback Machine. Enlaces a los sitios web de New Zealand Speedway
- Macgors NZ Speedway (enlace roto disponible en Internet Archive; véase el historial, la primera versión y la última).

### Reino Unido
- Grand Prix Midget Club

### Estados Unidos
Nacional
- USAC - USAC National Midget Series
- POWRi - POWRi Midget Series

Regional
- BMARA - Badger Midget Auto Racing Association (el organismo sancionador más antiguo)
- POWRi West Lucas Oil Midget Series
- AMRA - Asociación de carreras de enanos de Arizona
- ARDC - American Racing Drivers Club
- BCRA - Bay Cities Racing Association (co-sanción con POWRi desde 2019)
- NEMA -  Northeastern Midget Association
- American Three Quarter Midget Racing Association
- STARS - Serie de carreras de autos de pista corta
- RMMRA - Asociación de carreras de enanos de las Montañas Rocosas
- SMRS Archivado el 13 de agosto de 2020 en Wayback Machine. - Southern Midget Racing Series
- IRS - Illini Racing Series
- USSA - Asociación de Velocidad de Estados Unidos
- WMRA - Asociación de Carreras de Enanos de Washington
- SMMS Serie enana de los estados del sur
- Northwest Focus Midget Series